# Anas Beshr
Anas Beshr (né le 19 juillet 1993) est un athlète égyptien, spécialiste du 400 m.

## Carrière
Il remporte la médaille d'argent lors des Jeux méditerranéens de 2013.
Il porte son record personnel, record national, à 45 s 59 à Sasolburg le 25 mars 2014 et termine deuxième des Championnats panarabes de 2015 au Bahreïn.

## Palmarès
| Date | Compétition            | Lieu         | Résultat | Épreuve | Temps   |
| ---- | ---------------------- | ------------ | -------- | ------- | ------- |
| 2013 | Jeux méditerranéens    | Mersin       | 2e       | 400 m   | 45 s 79 |
| 2015 | Championnats panarabes | Madinat 'Isa | 2e       | 400 m   | 45 s 61 |